# 米织叶蛾属
米织叶蛾属（学名：Anchonoma）是织蛾科下的一个属。

## 下属物种
本属包括以下物种：
- 米织蛾 Anchonoma xeraula Meyrick，米淡墨虫